# はなわちえ
はなわ ちえは、日本の津軽三味線奏者。茨城県日立市出身。

## プロフィール
9歳のときに佐々木光儀に師事し、津軽三味線を習い始める。1998年に津軽三味線全国大会C級部門のチャンピオン、2000年に同大会A級女性部門に初挑戦して17歳で最年少のチャンピオンとなる。
東京芸術大学音楽学部邦楽科長唄三味線専攻に入学、在学中の2004年に1stアルバム「月のうさぎ」でメジャーデビュー。
並行してヴァイオリンの沖増菜摘と和洋ユニット『hanamas（ハナマス）』、尺八の辻本好美と和楽器ユニット『fuga（フーガ）』を結成し、演奏活動をスタート。
2005年には皇居内桃華楽堂での御前演奏やカンヌ国際広告祭に招かれ演奏、また国際交流基金や在日本大使館主催あるいは企業招聘により20カ国を超える海外公演を行うなど、その活動は多岐にわたる。
2012年にXperiaのテレビCMに起用されるなどメディアでも度々取り上げられる。2014年に10周年記念アルバム「CoLoRful」を、2017年5月に3rdアルバム「Hello, World.」をキングレコードよりリリース。

## ディスコグラフィ
- 月のうさぎ （2004年1月21日）COCQ-83721
- CoLoRful （2014年4月23日）KICJ-665
- Hello,World. （2017年5月24日）KICJ-763

## CM出演
- au 『Xperia VL』（2012年）